# Chinese Super League 2016
De Chinese Super League 2016 was het 13e seizoen van de hoogste Chinese voetbalcompetitie sinds de oprichting van de Super League. Het seizoen ging van start op 4 maart en eindigde op 30 oktober 2016. Guangzhou Evergrande Taobao werd voor de zesde keer op rij landskampioen.

## Clubs
Aan de competitie namen zestien clubs deel. Yanbian Fude en Hebei China Fortune promoveerden na het seizoen 2015 uit de Jia League naar de hoogste divisie. Zij namen de plaatsen in van het gedegradeerde Beijing Renhe en Shanghai Shenxin.
| Club                        | Plaats       | Stadion                            | Capaciteit | Trainer             | Vorige trainer(s) seizoen 2016 |
| --------------------------- | ------------ | ---------------------------------- | ---------- | ------------------- | ------------------------------ |
| Guangzhou Evergrande Taobao | Guangzhou    | Tianhestadion                      | 58.500     | Luiz Felipe Scolari |                                |
| Jiangsu Suning              | Nanjing      | Nanjing Olympisch Stadion          | 61.443     | Choi Yong-soo       | Dan Petrescu, Tang Jing (a.i.) |
| Shanghai SIPG               | Shanghai     | Shanghaistadion                    | 56.842     | Sven-Göran Eriksson |                                |
| Shanghai Shenhua            | Shanghai     | Hongkou Voetbalstadion             | 33.060     | Gregorio Manzano    |                                |
| Beijing Guoan               | Peking       | Arbeidersstadion                   | 66.161     | Xie Feng (a.i.)     | Alberto Zaccheroni             |
| Guangzhou R&F               | Guangzhou    | Yuexiushanstadion                  | 18.000     | Dragan Stojković    |                                |
| Hebei China Fortune         | Qinhuangdao  | Qinhuangdao Olympisch Stadion      | 33.572     | Manuel Pellegrini   | Li Tie                         |
| Yanbian Fude                | Yanji        | Yanji Landelijk Fitnesscentrum     | 30.000     | Park Tae-ha         |                                |
| Chongqing Lifan             | Chongqing    | Chongqing Olympisch Stadion        | 58.680     | Chang Woe-Ryong     |                                |
| Liaoning Whowin             | Shenyang     | Shenyang Olympisch Stadion         | 60.000     | Ma Lin              |                                |
| Tianjin Teda                | Tianjin      | Tianjin Olympisch Stadion          | 54.696     | Jaime Pacheco       | Dragan Okuka                   |
| Changchun Yatai             | Changchun    | Development Area Stadium           | 25.000     | Lee Jang-soo        | Slaviša Stojanovič             |
| Henan Jianye                | Zhengzhou    | Hanghaistadion                     | 29.860     | Jia Xiuquan         |                                |
| Shandong Luneng             | Jinan        | Jinan Olympisch Stadion            | 56.808     | Felix Magath        | Mano Menezes                   |
| Shijiazhuang Ever Bright    | Shijiazhuang | Yutong Internationaal Sportcentrum | 38.500     | Li Jinyu (a.i.)     | Yasen Petrov                   |
| Hangzhou Greentown          | Hangzhou     | Hangzhou Huanglongstadion          | 52.672     | Hong Myung-bo       |                                |

## Eindstand
|      |    |                             | WG | W  | G  | V  | DV | DT | DS  | Ptn |
| ---- | -- | --------------------------- | -- | -- | -- | -- | -- | -- | --- | --- |
| CL   | 1  | Guangzhou Evergrande Taobao | 30 | 19 | 7  | 4  | 62 | 19 | +43 | 64  |
| CL   | 2  | Jiangsu Suning              | 30 | 17 | 6  | 7  | 53 | 33 | +20 | 57  |
| CL Q | 3  | Shanghai SIPG               | 30 | 14 | 10 | 6  | 56 | 32 | +24 | 52  |
| CL Q | 4  | Shanghai Greenland Shenhua  | 30 | 12 | 12 | 6  | 46 | 31 | +15 | 48  |
|      | 5  | Beijing Guoan               | 30 | 11 | 10 | 9  | 34 | 26 | +8  | 43  |
|      | 6  | Guangzhou R&F               | 30 | 11 | 7  | 12 | 47 | 50 | –3  | 40  |
|      | 7  | Hebei China Fortune         | 30 | 11 | 7  | 12 | 34 | 38 | –4  | 40  |
|      | 8  | Chongqing Lifan             | 30 | 9  | 10 | 11 | 43 | 50 | –7  | 37  |
|      | 9  | Yanbian Fude                | 30 | 10 | 7  | 13 | 39 | 41 | –2  | 37  |
|      | 10 | Tianjin Teda                | 30 | 9  | 9  | 12 | 38 | 50 | –12 | 36  |
|      | 11 | Liaoning Whowin             | 30 | 9  | 9  | 12 | 38 | 47 | –9  | 36  |
|      | 12 | Changchun Yatai             | 30 | 10 | 5  | 15 | 30 | 44 | –14 | 35  |
|      | 13 | Henan Jianye                | 30 | 10 | 5  | 15 | 26 | 44 | –18 | 35  |
|      | 14 | Shandong Luneng Taishan     | 30 | 9  | 7  | 14 | 38 | 45 | –7  | 34  |
|      | 15 | Hangzhou Greentown          | 30 | 8  | 8  | 14 | 28 | 37 | –9  | 32  |
|      | 16 | Shijiazhuang Ever Bright    | 30 | 7  | 9  | 14 | 28 | 53 | –25 | 20  |

CL: groepsfase Champions League, CL Q: voorronde Champions League, : degradatie naar Jia League

## Topscorer en meeste assists
Topscorer
| Nr. | Speler          | Club                 | D  | W  | Gem. |
| --- | --------------- | -------------------- | -- | -- | ---- |
| 1.  | Ricardo Goulart | Guangzhou Evergrande | 19 | 29 | 0,66 |
| 2.  | Demba Ba        | Shanghai Shenhua     | 14 | 18 | 0,78 |
| 3.  | Alan Carvalho   | Guangzhou Evergrande | 14 | 27 | 0,52 |
| 4.  | James Chamanga  | Liaoning Whowin      | 14 | 28 | 0,50 |
| 5.  | Wu Lei          | Shanghai SIPG        | 14 | 30 | 0,47 |
| 6.  | Marcelo Moreno  | Changchun Yatai      | 13 | 29 | 0,45 |

Meeste assists
| Nr. | Speler          | Club                 | A  | W  | Gem. |
| --- | --------------- | -------------------- | -- | -- | ---- |
| 1.  | Elkeson         | Shanghai SIPG        | 12 | 26 | 0,46 |
| 2.  | Gao Lin         | Guangzhou Evergrande | 12 | 28 | 0,43 |
| 3.  | Cao Yunding     | Shanghai Shenhua     | 9  | 29 | 0,31 |
| 4.  | Wu Lei          | Shanghai SIPG        | 9  | 30 | 0,30 |
| 5.  | Ricardo Goulart | Guangzhou Evergrande | 8  | 29 | 0,28 |
| 6.  | Wang Dong       | Chongqing Lifan      | 8  | 29 | 0,28 |

Beijing Guoan · 
Cangzhou Mighty Lions ·
Changchun Yatai ·
Chengdu Rongcheng ·
Henan · 
Meizhou Hakka · 
Nantong Zhiyun · 
Qingdao Hainiu ·
Qingdao West Coast ·
Shandong Taishan · 
Shanghai Shenhua ·
Shanghai Port ·
Shenzhen Peng City ·
Tianjin Jinmen Tiger · 
Wuhan Three Town
Zhejiang